# Human (EP, PsychotekTrauma)
Human je první (a zatím jediné) EP portugalské EBM skupiny PsychotekTrauma .

## Seznam skladeb
1. Human – 4:42
2. Lash Out – 4:24
3. Inner War – 4:59
4. Hard Boiled – 4:37